# 硝酸エチル
硝酸エチル（しょうさんエチル、Ethyl nitrate）は、有機合成に使われる化学式 C2H5NO3 の有機化合物である。

## 存在
硝酸エチルは大気中の他のガスと反応してスモッグを形成する。つまり、化石燃料の燃焼によって発生して公害をもたらす物質である。最近の調査によって、深部から上昇してきた冷えた海水には飽和状態で硝酸アルキルが含まれていることが分かった。これは硝酸アルキルは何らかの自然の過程で合成されたことを示唆している。

## 合成
硝酸エチルは、-10℃で泡状のフッ化ニトロイル（NO2F）にエタノールを通すことで合成される。

## 法規制
日本の消防法において、第5類危険物(自己反応性物質)である硝酸エステル類に属する。